# Titularbistum Leptiminus
Leptiminus (ital.: Leptimino) ist ein Titularbistum der römisch-katholischen Kirche.
Es geht zurück auf einen untergegangenen Bischofssitz in der antiken Stadt Leptis Minor, die in der römischen Provinz Africa proconsularis (heute Sahelregion Tunesiens) lag.
| Titularbischöfe von Leptiminus |                                         |                                                     |                  |                   |
| Nr.                            | Name                                    | Amt                                                 | von              | bis               |
| 1                              | Heinrich Rüth CSSp                      | Prälat von Juruá (Brasilien)                        | 21. Juni 1966    | 26. Mai 1978      |
| 2                              | Leonard James Wall                      | Weihbischof in Toronto (Kanada)                     | 3. Mai 1979      | 25. Februar 1992  |
| 3                              | Brigido A. Galasgas                     | Apostolischer Vikar von Bontoc-Lagawe (Philippinen) | 6. Juli 1992     | 15. Mai 1995      |
| 4                              | Jesús Alfonso Guerrero Contreras OFMCap | Apostolischer Vikar von Caroní (Venezuela)          | 6. Dezember 1995 | 9. April 2011     |
| 5                              | José Lampra Cà                          | Weihbischof in Bissau (Guinea-Bissau)               | 13. Mai 2011     | 10. Dezember 2021 |
| 6                              | John Bogna Bakeni                       | Weihbischof in Maiduguri (Nigeria)                  | 12. April 2022   |                   |